# الغزو البرتغالي لمدينة الشحر (1523)
الغزو البرتغالي لمدينة الشحر هجوم شنته البحرية البرتغالية على مدينة الشحر التابعة للسلطنة الكثيرية عام 1523.

## السبب
كانت حجة البرتغال بغزو مدينة الشحر استعادة ممتلكات تاجر برتغالي استولى عليها حاكم مدينة الشحر الأمير مطران بن منصور. ومن جهة أخرى تسبب دعم مدينة الشحر المتواصل بصمود الدولة الطاهرية في عدن ضد القوات البرتغالية، هدفت القوات البرتغالية من غزو مدينة الشحر قطع خطوط إمداد المقاومة في عدن.
وصل من الهند البرتغالية إلي الشحر صباح يوم الخميس التاسع من شهر ربيع الاول سنة 929 هجرية (1523م) أسطول برتغالي مكون من ثماني سفن حربية وأرسل القائد البرتغالي لويس دي متريس لحاكم الشحر الامير مطران بن منصور مطالباً السلطان بدر الكثيري/ بوطويرق بممتلكات شخص برتغالي زعم أنه مات في الشحر، وأن السلطان المذكور إستولي على تركته. وطلب القائد البرتغالي تسليم المتوفي إليه في الحال وإلا فإنه سوف يأخذها بالقوة وكان هذا الطلب سبباً مفتعلاً لغزو الشحر. نفى الأمير مطران علمه بالشخص المتوفي وبتركته، وأخبر القائد البرتغالي أن السلطان بدراً في حضرموت الداخل، وإنه سوف يعود الي الشحر بعد ايام قليلة ويعرض الأمر عليه، فأصر القائد علي تلبية طلبة فاتضح للأمير مطران ولأهل الشحر أن البرتغاليين يبيتون أمراً لهم وكان من جملة ما قرروه أن إستعدوا لمنازلة البرتغاليين مهما كلفهم الامر. وبعثوا برسالة مستعجلة للسلطان بدر أحاطوه فيها علماً بالموقف، كما وجهوا رسالة أخرى إلى الأمير عطيف بن علي بن دحدح قائد منطقة المشقاص بطلب النجدة العسكرية السريعة لأن حامية الشحر كانت قد ذهبت الي حضرموت الداخل بصحبة السلطان بدر ولم يبقَ من الجند بالشحر إلا بعض المسنين حراساً علي بعض المؤسسات الرسمية.

## المعركة
وصلت القوات البرتغالية المكونة من 700 جندي إلى قبالة شواطئ مدينة الشحر يوم الخميس 28 فبراير 1523 (10 من شهر ربيع الاول سنة 929 هجرية) واجتاحت القوات مدينة الشحر يوم الجمعة، يطلقون النار علي كل من يصادفونه ويحرقون المنازل والمستودعات والألواح وينهبون المحلات التجارية. استخدم الجنود البرتغال الأسلحة النارية واستخدم أهالي مدينة الشحر السيوف ورماح والعصي، استمرت المعركة ثلاثة أيام بين أهالي مدينة الشحر والقوات البرتغالية، انسحبت القوات البرتغالية في اليوم الثالث عقب وصول جيش المشقاص بقيادة عطيف بن دحدح لمساندة أهالي مدينة الشحر.

## الخسائر والشهداء السبعة
قتل في المعركة قرابة 480 من أهالي مدينة الشحر إلى جانب مقتل سبعة من قيادات المقاومة في مدينة الشحر وهم:
1. مطران بن متصور - أمير مدينة الشحر[7]
2. يعقوب بن صالح الحريضي[7]
3. سالم بن صالح باعوين[7]
4. حسين بن عبدالله الجمحي (العيدروس)[7]
5. أحمد بن رضوان بافضل[7]
6. فضل بن رضوان بافضل[7]

بالإضافة إلى : أحمد بن عبدالله بلحاج بافضل الذي طالب ذويه وقتئذٍ بأن يدفن في جوار والده في قبة بلحاج بافضل.

### ضريح الشهداء السبعة
شيّد أهالي الشحر ضريح الشهداء السبعة وكانت جدراته تحتوي رسومات توضيحية وشواهد بعدد المدفونين فيه، إحياءاً لذكراهم. ثم صار الضريح مزارراً يقصده الأهالي كل عام مرة أو مرتين، لا سيما في اليوم الرابع أو الخامس من أيام عيدي الفطر والأضحى. ويتخلل الزيارات رقصات شعبية كالبرعة أو ما تسمى بالعِدَّة، واجتماع الزوار وبيع الحلويات وغيرها، وتوقفت سنة 1989 نتيجة هطول أمطار غزيرة على مدينة الشحر.

## انظر ايضاً
- حصار عدن
- فتح عدن (1548)
- السلطنة الكثيرية
- السيطرة البرتغالية على الخليج العربي
- الدولة الطاهرية